# اشتراك صرفي
الاشتراك الصرفي هو الحالة التي تجمع المشتركات الصرفية (بكسر الراء الأولى) [homoforms] وهي الكلمات التي تشترك في لفظ واحد عند وقوعها في بعض الصروف أي في بعض الأحوال الصرفية. والمشترك الصرفي (بفتح الراء الأولى) هو البنية الصرفية التي تشترك فيها تلك الكلمات.
الاشتراك الصرفي مشترك معنوي في الاشتراك اللفظي؛ بمعنى أن الاشتراك الصرفي نوع من الاشتراك اللفظي أخصّ منه.
الاشتراك الصرفي يقع مثلا في لفظة نَوَى، فهي جمع لكلمة نواة وهي أيضا فعل ماض من مصدر نية مضارعه ينوي. فلفظ نوى مشترَك صرفي ولفظا نواة ونية مشترِكان فيه صرفيان.